# Перис (Іллінойс)
Перис (англ. Paris) — місто (англ. city) в США, в окрузі Едґар штату Іллінойс. Населення — 8291 особа (2020).

## Географія
Перис розташований за координатами 39°36′50″ пн. ш. 87°41′21″ зх. д. / 39.61389° пн. ш. 87.68917° зх. д. (39.613980, -87.689277). За даними Бюро перепису населення США в 2010 році місто мало площу 15,27 км², з яких 14,26 км² — суходіл та 1,01 км² — водойми.
Знаходиться на відстані 266 км на південь від Чикаго і 140 км на захід від Індіанаполіса.

## Історія
Майбутнє місто засноване в 1826 році на ділянці, дарованій Сем'юелом Венсом (Samuel Vance) спеціально для облаштування окружного центра. Статус самоврядного сільського поселення (incorporated village) отримав у 1849 році. Місто, найімовірніше за все, отримало свою назву від слова Paris («Париж»), вирізаного на стовбурі мерілендського дуба, що стояв у центрі майбутньої міської території.
Комісійна форма місцевого самоврядування прийнята в 1915 році. У 1907 році Л. Шоуфф придбав бейсбольну команду Centralia White Stockings, перейменувавши її на Paris Colts («Периські жереб'ята»). У 1908 році команда стала називатися Paris Parisians, а після ігрового сезону того ж року вона розорилась. У місті виникла команда Paris Lakers, що стала в 1956 році чемпіоном ліги Midwest League, була відділом команди Чикаго Кабс.

### Клімат
| Клімат : Перис        | Клімат : Перис | Клімат : Перис | Клімат : Перис | Клімат : Перис | Клімат : Перис | Клімат : Перис | Клімат : Перис | Клімат : Перис | Клімат : Перис | Клімат : Перис | Клімат : Перис | Клімат : Перис | Клімат : Перис |
| Показник              | Січ.           | Лют.           | Бер.           | Квіт.          | Трав.          | Черв.          | Лип.           | Серп.          | Вер.           | Жовт.          | Лист.          | Груд.          | Рік            |
| Середній максимум, °C | 2,2            | 4,4            | 10,6           | 17,8           | 23,9           | 28,9           | 31,1           | 30,0           | 26,7           | 19,4           | 11,1           | 3,9            | 17,2           |
| Середній мінімум, °C  | −7,2           | −5,6           | −0,6           | 5,6            | 11,1           | 16,1           | 18,3           | 17,2           | 13,3           | 6,7            | 0,6            | −5             | 6,1            |
| Норма опадів, мм      | 64             | 53             | 86             | 94             | 107            | 109            | 97             | 86             | 84             | 71             | 79             | 71             | 1003           |
| --------------------- | -------------- | -------------- | -------------- | -------------- | -------------- | -------------- | -------------- | -------------- | -------------- | -------------- | -------------- | -------------- | -------------- |
| Джерело: Weatherbase  |                |                |                |                |                |                |                |                |                |                |                |                |                |

## Демографія
Згідно з переписом 2010 року, у місті мешкало 8837 осіб у 3800 домогосподарствах у складі 2312 родин. Густота населення становила 579 осіб/км². Було 4285 помешкань (281/км²).
Расовий склад населення:
| - 97,9 % — білих - 0,5 % — чорних або афроамериканців - 0,2 % — азіатів - 0,1 % — корінних американців |

До двох чи більше рас належало 0,9 %. Частка іспаномовних становила 1,3 % від усіх жителів.
За віковим діапазоном населення розподілялося таким чином: 22,8 % — особи молодші 18 років, 58,4 % — особи у віці 18—64 років, 18,8 % — особи у віці 65 років та старші. Медіана віку мешканця становила 40,9 року. На 100 осіб жіночої статі у місті припадало 89,4 чоловіків; на 100 жінок у віці від 18 років та старших — 87,7 чоловіків також старших 18 років.
Середній дохід на одне домашнє господарство становив 48 837 доларів США (медіана — 37 280), а середній дохід на одну сім'ю — 58 419 доларів (медіана — 47 017). Медіана доходів становила 44 623 долари для чоловіків та 27 087 доларів для жінок. За межею бідності перебувало 23,2 % осіб, у тому числі 30,2 % дітей у віці до 18 років та 18,3 % осіб у віці 65 років та старших.
Цивільне працевлаштоване населення становило 3529 осіб. Основні галузі зайнятості: виробництво — 28,7 %, освіта, охорона здоров'я та соціальна допомога — 19,6 %, роздрібна торгівля — 10,3 %, мистецтво, розваги та відпочинок — 10,0 %.

## Відомі уродженці
- Ед Карпентер[en] — американський автогонщик.
- Карл Швітцер[en] — американський співак та актор.